# Монегетти
Монеге́тти (фр. Les Moneghetti) — один из современных районов Княжества Монако, расположенный между Ла-Колле, Ла-Кондамин, Ле-Ревуар, Монако-Вилль, Монте-Карло, Сен-Мишель, Фонвьей и Францией. Образовался в результате деления городского района Монте-Карло. Площадь — 104 249 м². Население — 3131 чел. (по данным на 2008 г.).